# 自由印度臨時政府
自由印度臨時政府，是在1943年10月於第二次世界大戰期間由當時的日本帝國在東南亞扶植建立的臨時政府，其目標是取代英屬印度，並達成印度獨立。
在錢德拉·鮑斯的鼓吹、日本的全力支持與東南亞的印度人參與之下，自由印度臨時政府於1943年10月21日於新加坡成立，由錢德拉·鮑斯出任政府主席、外交部長與國防部長，並設有五個部門。自由臨時政府並且有四萬五千人的印度國民軍作為武裝力量。當時除了日本之外，納粹德國、汪精衛南京國民政府、意大利社会共和国、克羅埃西亞獨立國、泰國、緬甸國、滿洲國與菲律賓第二共和國都承認自由印度臨時政府，愛爾蘭自由邦也在自由印度臨時政府成立時致贈賀詞。自由印度政府在1943年10月24日對英國與美國宣戰，之後又參與大東亞會議。
自由印度臨時政府除統治由日軍攻占的安達曼群島與尼科巴群岛外，也一度擁有英屬印度的英帕爾地區；但由於日軍作戰失利而撤出。1945年8月15日，日本投降，錢德拉·鮑斯則於三天後在台北松山機場意外坠機死亡，自由印度臨時政府解體。

## 外交
1943年10月21日，自由印度临时政府在新加坡成立，日本和法西斯盟友先后予以承认。
- 日本：1943年10月23日[1]
- 緬甸國：1943年10月24日[1]
- 克羅埃西亞獨立國：1943年10月27日[1]
- 菲律賓第二共和國：1943年10月29日[1]
- 納粹德國：1943年10月29日
- 滿洲國：1943年11月1日[1]
- 中華民國（汪精衛政權）：1943年11月1日[1]
- 意大利社會共和國：1943年11月9日[1]
- 泰国：1943年11月18日[1]